# مرعي بن حسين القحطاني
مرعي بن حسين القحطاني (13 أبريل 1961م) أكاديمي وكاتب سعودي، عمل رئيساً لجامعة جازان من عام 2016م إلى عام 2024م.

## سيرته
عمل الدكتور مرعي بقسم الجغرافيا بكلية التربية بجامعة الملك خالد في أبها، ثم تدرج في السلم الوظيفي ليصبح عميد القبول والتسجيل بجامعة الملك خالد، كما كان وكيل جامعة الملك خالد. القحطاني كاتب ومحاضر وأستاذ مساعد وأستاذ مشارك وأستاذ، دَرَّس بجامعة الملك سعود وجامعة الملك خالد. حصل على درجة الدكتوراة من جامعة هال البريطانية. عُين بمرسوم ملكي مديرًا لجامعة جازان في 18 رمضان 1437 هـ الموافق 23 يونيو 2016.

## مؤلفاته
- تقييم النفايات الطبية المنزلية في أبها الحضرية في منطقة عسير بالمملكة العربية السعودية.[4]